# Deutério

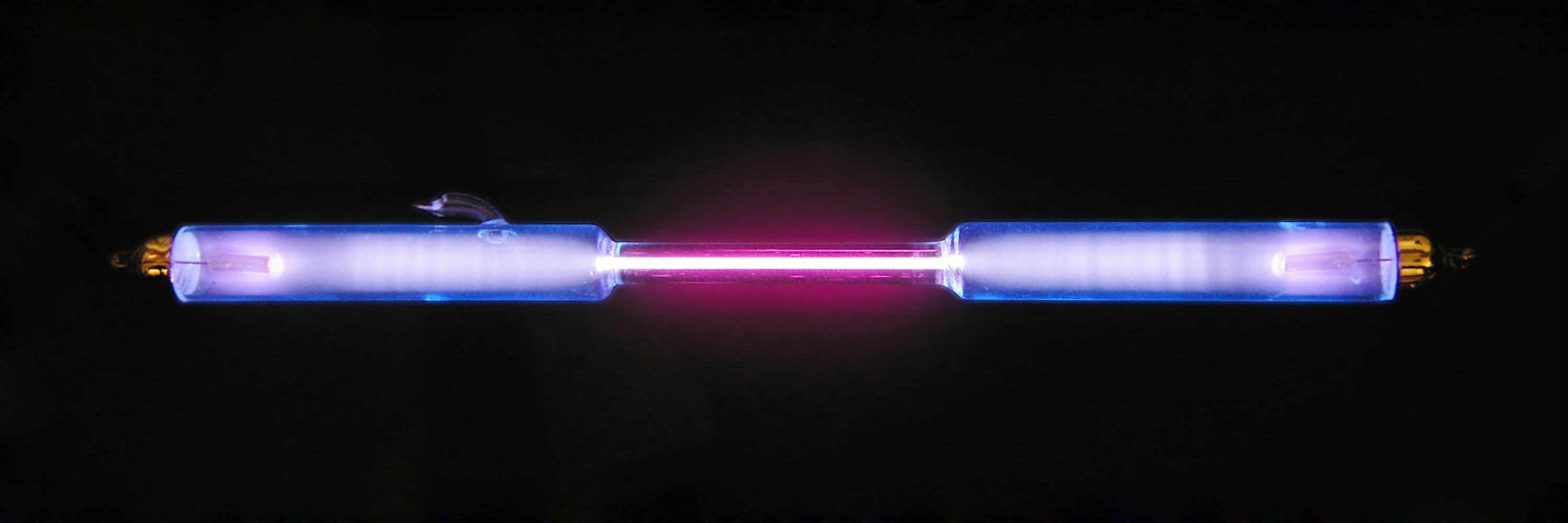
Tubo de descarga de gás preenchido por deutério

O deutério (símbolo ²H ou informalmente D), também conhecido como hidrogênio pesado, é um dos isótopos estáveis do hidrogênio. O núcleo atômico do deutério é formado por um próton e um nêutron e sua massa atômica é de 2.014102. Foi descoberto em 1931 por por Harold Clayton Urey e seus colaboradores, que o separaram do hidrogênio por destilação fracionada a -259 °C. Esta descoberta lhe rendeu o Nobel de Química em 1934. O nome provém do grego deuteros que significa "segundo" mostrando as duas partículas que compunham o núcleo.
As chances de encontrarmos o deutério na água marinha em moléculas de óxido de deutério (²H2O) são de 0,0156%, mas a concentração nos oceanos varia de acordo com a localização e a profundidade. Encontra-se na natureza na proporção de 1 para cada cerca de 6.410 átomos de hidrogênio.

## Uso
A relação de 2:1 entre o H e o D é maior do que para qualquer outro elemento e constitui a base de muitas das aplicações do deutério. Como substitui quimicamente o H é facilmente detectado através do espectógrafo de massas, sendo empregado como traçador ou átomo marcado.
Quando se ioniza, origina o deuterão, núcleo com massa igual a 2 e energia positiva, que é muito útil para provocar transmutações atómicas, como o sódio em néon e hélio ou o lítio em berílio.
O deutério é utilizado nos processos de fusão nuclear.
O deutério combinado com o oxigênio forma a água pesada, encontrando-se na proporção de 1:6000. E. M. Washburn conseguiu obter água pesada muito pura através da electrólise prolongada da água. A água pesada emprega-se em certos reatores nucleares, para reduzir a velocidade dos neutrons produzidos na fissão do urânio.
O Deutério também é usado em conjunto com raios Laser de alta potência.
Procura-se atualmente desenvolver um método de fusão controlado, não explosivo, para ser utilizado em reatores. Possivelmente, o processo possa ser iniciado fazendo incidir um intenso pulso de laser sobre uma pequena gota de deutério líquido, elevando-lhe a temperatura a mais de 10.000.000 °C. Nessa temperatura, os átomos atiram-se uns contra os outros com velocidade suficiente para que ocorra a fusão de seus núcleos.
Um dos maiores produtores de Deutério é o Canadá para usar em reatores do tipo CANDU.

## Compostos
Os hidretos metálicos e salinos deste isótopo do hidrogênio também são chamados de "deuteretos" como os de lítio e xenônio.